# Levermossnavling
Levermossnavling (Blasiphalia pseudogrisella) är en svampart som först beskrevs av A.H. Sm., och fick sitt nu gällande namn av Redhead 2007. Enligt Catalogue of Life ingår Levermossnavling i släktet Blasiphalia, klassen Agaricomycetes, divisionen basidiesvampar och riket svampar, men enligt Dyntaxa är tillhörigheten istället släktet Blasiphalia, ordningen Hymenochaetales, klassen Agaricomycetes, divisionen basidiesvampar och riket svampar. Arten är reproducerande i Sverige. Inga underarter finns listade i Catalogue of Life.